# Hernádi Ferenc (labdarúgó)
Hernádi Ferenc (Lánycsók, 1941. január 8. – 2014. október 21.) labdarúgó, hátvéd.

## Pályafutása

### Klubcsapatban
1959-ben lett a Pécsi VSK játékosa, ahol 1963 nyaráig szerepelt.
1963 és 1974 között a Pécsi Dózsa labdarúgója volt, ahol 277 élvonalbeli mérkőzésen szerepelt és négy gólt szerzett.

### A válogatottban
1967-ben egy alkalommal szerepelt a B-válogatottban.